# Kongevej (Danmark)
Kongevejene var nogle af de ældste anlagte veje, nogle steder endda brolagt, forbeholdt kongerne og deres folk. De var afspærret med bom og lås, og den borger, der kørte der trods forbud, risikerede tidligt at få konfiskeret vogn, heste og læs, senere et halvt års tvangsarbejde på Bremerholm eller i Spindehuset.
De blev anlagt af Frederik 2. og Christian 4. Vedligeholdelsen blev organiseret af amtmænd, amtsforvaltere eller regimentsskrivere og blev udført af bønderne oven i deres øvrige forpligtelser.
Den første kongevej blev anlagt i 1584 og gik fra København over Rudersdal til Frederiksborg. Der kan endnu ses rester i Geels Skov og Rude Skov. Vejen blev 1792-1802 moderniseret af den franske vejingeniør Jean Marmillod og var betalingsvej til 1915.[kilde mangler]
Færdselen blev frigivet på kongevejene i etaper fra 1737.

## Kongevejen mellem København og Roskilde – Kongens foged
I løbet af 1600-tallet blev København og Stockholm residensbyer og dermed knudepunkter i mere centralstyrede kongeriger. Kongemagten fik større interesse for og fordel af kortlægning og transportsystem, og som led i dette anlagdes kongevejene for at forbinde hovedstæderne med vigtige knudepunkter og residenser.
Ved øverste led på "Vor Vej" blev der ifølge brev af 4.juni 1642 bygget et hus for en foged, der skulle lønnes af kongen (Christian IV). Fogeden fik græsningsret til 170 td. land. Huset kaldes i kirkebøgerne for "Hedehuset" eller "Kongens Hedehus". Det lå omtrent, hvor Tværvej 1 i Hedehusene nu er.
"Kongelige Majestæts Vej" var stadig kun en jordvej, der let kunne blive ødelagt af megen færdsel. Derfor blev der ført strengt tilsyn med, at kun de kongelige benyttede den. Det ses bl.a. af, at der blev smedet en nøgle til porten ved Hedehuset  og én til "Røde Port" ved Roskilde. Den 1. maj 1641 blev der ansat en jæger eller vejinspektør til at føre tilsyn med "Vor nye Vej". Han skulle sørge for, at ingen fart skete hverken af agende eller ridende, hverken årle eller silde, undtagen af personer, som havde tilladelse dertil. Det var hans pligt at notere eventuelle synderes navne og skyde deres heste. Også svin, der rodede vejen op, blev skudt.
Stensatte og kantet af alléer løb kongevejene i fornem afsondrethed gennem landskabet, men det var svært at holde almuen borte fra dem. Nøglerne til vejspærringerne måtte kun uddeles til betroede mænd, men snart var falske nøgler i omløb, og bomme blev brudt op om natten. Bøder blev fastsat for ulovlig brug af vejen, og Christian IV gav ordre til at nedskyde enhver hest, der blev antruffet på kongevejen uden rejsehjemmel. Men en nat besluttede hans egen skytte Jon Olafsson, der vandrede mod København sammen med en kammerat, at der måtte være nemmere måder at komme frem på. Sammen stjal de en hest, der gik løs på en eng, og fik den med stort besvær bakset op på den folketomme kongevej, hvor tyveriet ikke så nemt blev opdaget. 
I dag kan de sidste stykker af kongevejen (nu Grannsvej) og vejen for øvrige trafikanter (nu Reichelsvej ) findes i det ældste Hedehusene – de er stadig ikke asfalterede. Frederiksberg Allé blev anlagt som Frederik IVs private vej fra Vesterbro til landsbyen Solbjerg og videre til Roskilde.

## Kongevejene[4]

### Frederik II's kongeveje
- København-Frederiksborg-Kronborg
- Ringsted-Antvorskov
- Haderslev-Kolding-Jelling

### Christian IV's kongeveje
- København-ladegården-Islev
- Antvorskov-Korsør
- Antvorskov mod Næstved
- Antvorskov-Lystager ladegård
- Roskilde-Haraldsted-Ringsted
- Hørsholm-Nyrup
- København-Roskilde

### Enevældens kongeveje
- Frederiksborgvejen - Frederiksdal
- Vesterbrogade - Gammel Kongevej - Frederiksberg Slot - Langvaddam (Damhussøen) [5]
- Hørsholm - Fredensborg
- Hørsholm - Frederiksborg